# Fritz Kalkbrenner

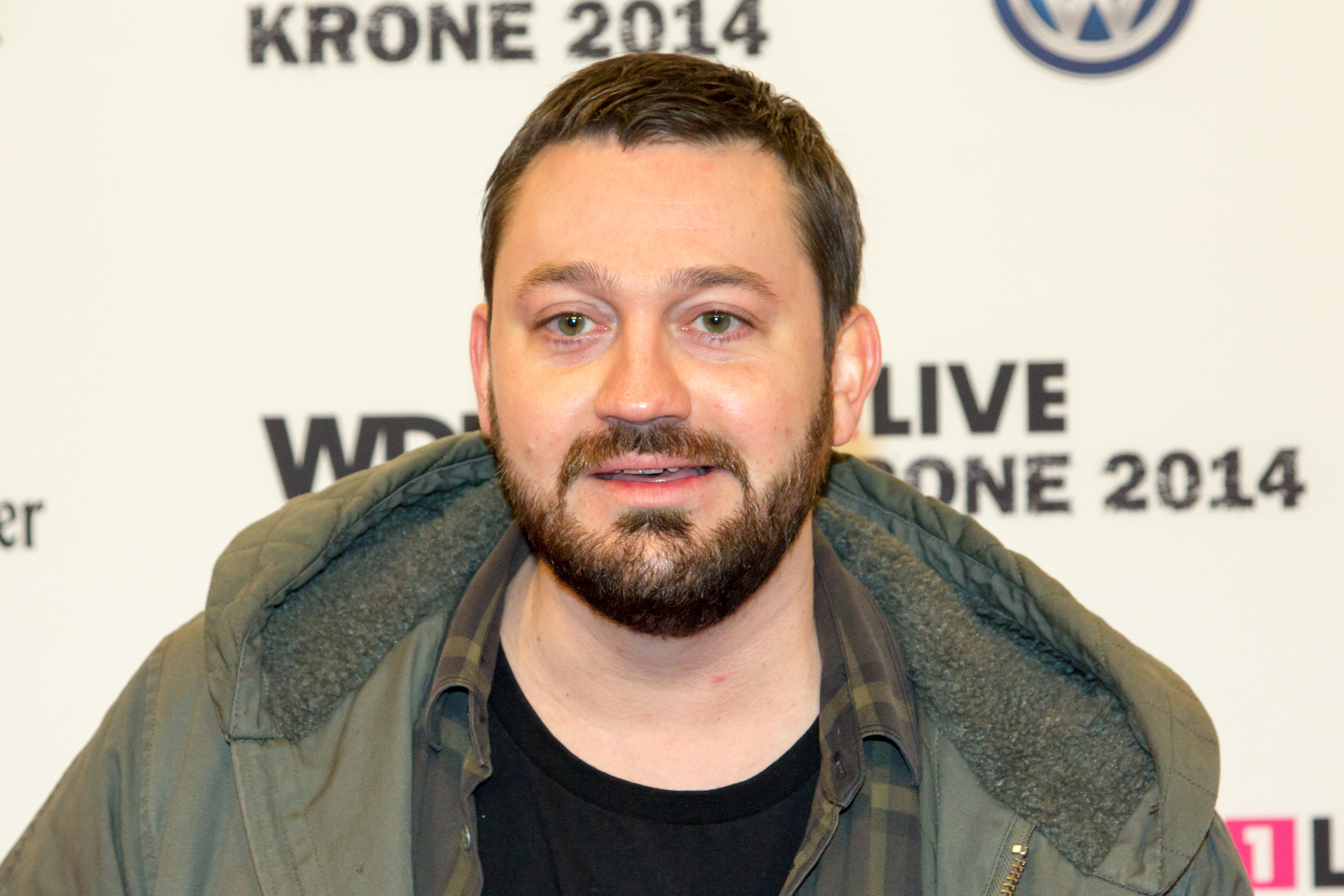
Fritz Kalkbrenner bei der 1 Live Krone 2014

Fritz Kalkbrenner (* 28. Mai 1981 in Ost-Berlin) ist ein deutscher Musikproduzent und Sänger. Er ist der jüngere Bruder des Musikers und Musikproduzenten Paul Kalkbrenner, mit dem er zusammen den Hit Sky and Sand produzierte. In seinen Soloprojekten verbindet er Dance mit melodischen Elementen, zum Beispiel Gitarrensamples, und seiner markanten Stimme sowie selbstgeschriebenen Texten.

## Leben

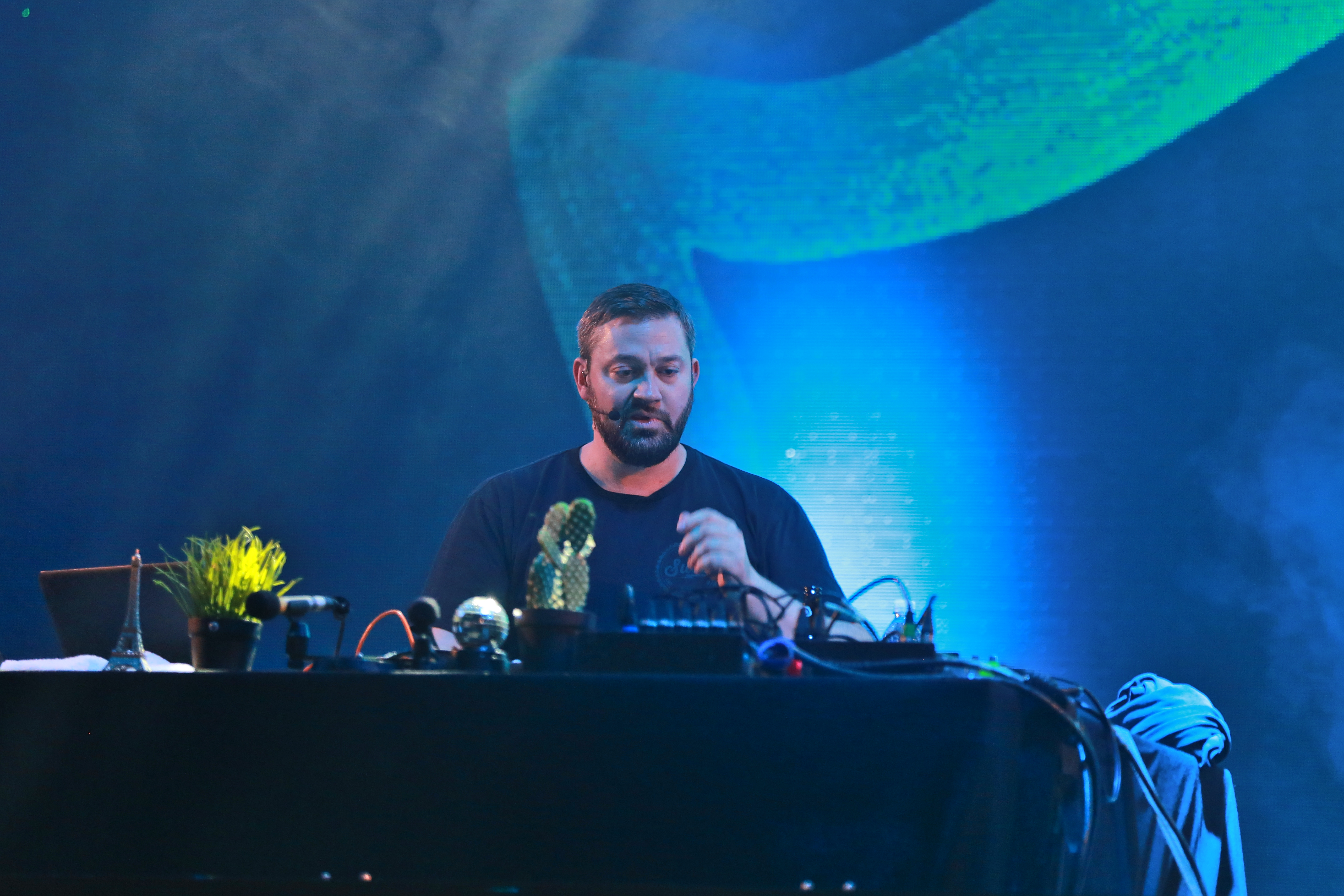
Kalkbrenner bei der Eröffnungsfeier der Kletterweltmeisterschaft 2018 in Innsbruck

Kalkbrenner wurde 1981 als Sohn der Journalisten Jörn und Carla Kalkbrenner in Berlin-Lichtenberg geboren. Sein Großvater war der Maler Fritz Eisel.
Er arbeitet seit 2002 als Kultur- und Musikjournalist für verschiedene Fernsehsender, darunter der MDR, MTV und die Deutsche Welle.
Im Jahr 2003 war er als Gastsänger auf dem ersten Album Brave von Sascha Funke zu hören, mit dem er seit seiner Jugendzeit befreundet ist. Es folgten Aufnahmen mit Zky, Alexander Kowalski und Monika Kruse. 2008 produzierte er gemeinsam mit seinem Bruder den Soundtrack des Spielfilms Berlin Calling, in dem Paul Kalkbrenner als Schauspieler mitwirkte. Kalkbrenners erstes Album Here Today Gone Tomorrow erschien 2010 auf dem Label Suol und wurde mit einer Echo-Nominierung gekrönt.
Anderthalb Jahre später wurde Suol Mates: Fritz Kalkbrenner veröffentlicht, eine Auskoppelung der Mix-Reihe seines Labels, also ohne eigene Songs.
Der Durchbruch gelang Kalkbrenner aber erst mit dem am 19. Oktober 2012 erschienenen zweiten Album Sick Travellin’, ebenfalls auf dem Label Suol. Am 15. Februar 2013 begann die gleichnamige Livetour in der  Arena Wien. Diese fand nach 17 Konzerten durch Deutschland, Österreich und der Schweiz am 4. Mai 2013 im Münchener Kesselhaus ihr Ende.
Im Berliner Club Prince Charles präsentierte Kalkbrenner am 16. Oktober 2014 in einem exklusiven Pre-Release Showcase sein drittes Album Ways Over Water.

## Diskografie (Auswahl)

### Studioalben
| Jahr | Titel                    | Höchstplatzierung, Gesamtwochen, AuszeichnungChartplatzierungen (Jahr, Titel, Platzierungen, Wochen, Auszeichnungen, Anmerkungen) | Höchstplatzierung, Gesamtwochen, AuszeichnungChartplatzierungen (Jahr, Titel, Platzierungen, Wochen, Auszeichnungen, Anmerkungen) | Höchstplatzierung, Gesamtwochen, AuszeichnungChartplatzierungen (Jahr, Titel, Platzierungen, Wochen, Auszeichnungen, Anmerkungen) | Anmerkungen                            |
| Jahr | Titel                    | DE | AT | CH | Anmerkungen                            |
| ---- | ------------------------ | --- | --- | --- | -------------------------------------- |
| 2010 | Here Today Gone Tomorrow | DE64 (2 Wo.)DE | AT74 (1 Wo.)AT | — | Erstveröffentlichung: 15. Oktober 2010 |
| 2012 | Sick Travellin’          | DE6 (8 Wo.)DE | AT14 (2 Wo.)AT | CH13 (2 Wo.)CH | Erstveröffentlichung: 19. Oktober 2012 |
| 2014 | Ways Over Water          | DE6 (32 Wo.)DE | AT23 (8 Wo.)AT | CH17 (17 Wo.)CH | Erstveröffentlichung: 16. Oktober 2014 |
| 2016 | Grand Départ             | DE9 (3 Wo.)DE | AT47 (1 Wo.)AT | CH23 (2 Wo.)CH | Erstveröffentlichung: 14. Oktober 2016 |
| 2018 | Drown                    | DE28 (1 Wo.)DE | AT59 (1 Wo.)AT | CH46 (1 Wo.)CH | Erstveröffentlichung: 16. Februar 2018 |
| 2020 | True Colours             | DE6 (4 Wo.)DE | AT29 (1 Wo.)AT | CH37 (1 Wo.)CH | Erstveröffentlichung: 13. März 2020    |
| 2024 | Third Place              | DE17 (1 Wo.)DE | — | — | Erstveröffentlichung: 1. November 2024 |

### DJ-Mix
| Jahr | Titel      | Höchstplatzierung, Gesamtwochen, AuszeichnungChartplatzierungen (Jahr, Titel, Platzierungen, Wochen, Auszeichnungen, Anmerkungen) | Höchstplatzierung, Gesamtwochen, AuszeichnungChartplatzierungen (Jahr, Titel, Platzierungen, Wochen, Auszeichnungen, Anmerkungen) | Anmerkungen                         |
| Jahr | Titel      | AT | CH | Anmerkungen                         |
| ---- | ---------- | --- | --- | ----------------------------------- |
| 2012 | Suol Mates | AT50 (1 Wo.)AT | CH10 (2 Wo.)CH | Erstveröffentlichung: 16. März 2012 |

### EPs
- 2008: Cabinet 24 (Cabinet Records)
- 2009: Wingman (Baalsaal Music)
- 2010: The Dead End (Suol)
- 2011: Wes (Suol)

### Singles
| Jahr | Titel Album                             | Höchstplatzierung, Gesamtwochen, AuszeichnungChartplatzierungen (Jahr, Titel, Album, Platzierungen, Wochen, Auszeichnungen, Anmerkungen) | Höchstplatzierung, Gesamtwochen, AuszeichnungChartplatzierungen (Jahr, Titel, Album, Platzierungen, Wochen, Auszeichnungen, Anmerkungen) | Höchstplatzierung, Gesamtwochen, AuszeichnungChartplatzierungen (Jahr, Titel, Album, Platzierungen, Wochen, Auszeichnungen, Anmerkungen) | Anmerkungen                                                |
| Jahr | Titel Album                             | DE | AT | CH | Anmerkungen                                                |
| ---- | --------------------------------------- | --- | --- | --- | ---------------------------------------------------------- |
| 2008 | Sky and Sand Berlin Calling             | DE29 (129 Wo.)DE | AT37 Gold · (69 Wo.)AT | CH56 (3 Wo.)CH | Erstveröffentlichung: 2. Oktober 2008 mit Paul Kalkbrenner |
| 2010 | Facing the Sun Here Today Gone Tomorrow | — | AT63 (3 Wo.)AT | — | Erstveröffentlichung: 15. Oktober 2010                     |
| 2011 | Wes                                     | DE71 (6 Wo.)DE | — | — | Erstveröffentlichung: 25. November 2011                    |
| 2012 | Get a Life Sick Travellin’              | DE22 (7 Wo.)DE | AT68 (1 Wo.)AT | — | Erstveröffentlichung: 19. Oktober 2012                     |
| 2012 | Little by Little Sick Travellin’        | DE34 (2 Wo.)DE | AT44 (1 Wo.)AT | — | Erstveröffentlichung: 19. Oktober 2012                     |
| 2014 | Back Home Ways Over Water               | DE17 Gold · (37 Wo.)DE | AT9 (22 Wo.)AT | CH14 (22 Wo.)CH | Erstveröffentlichung: 16. Oktober 2014                     |
| 2014 | Void Ways Over Water                    | DE67 (10 Wo.)DE | — | — | Erstveröffentlichung: 16. Oktober 2014                     |

Weitere Singles
- 2004: Stormy Weather (mit DJ Zky) (Cabinet Records)
- 2011: Kings in Exile (Suol)
- 2011: Right in the Dark (Suol)
- 2015: One of These Days (Suol)
- 2016: In This Game (Suol)
- 2017: Inside (Suol)
- 2017: Changing Face (Suol)
- 2019: Rye (mit Ben Böhmer) (Anjunadeep)
- 2019: Kings & Queens (Nasua)
- 2020: Good Things (Township Rebellion Remix) (Nasua)
- 2024: It ain't over (Universal Music GmbH)

### Gastbeiträge
- 2009: A New Day (Chopstick & Johnjon feat. Fritz Kalkbrenner) (Baalsaal Music)
- 2010: Keep On Keepin’ On (Chopstick & Johnjon feat. Fritz Kalkbrenner) (Suol)
- 2014: Crossing Borders (Booka Shade feat. Fritz Kalkbrenner) (Embassy One)

## Auszeichnungen für Musikverkäufe
| Goldene Schallplatte - Spanien - 2024: für die Single Sky and Sand Platin-Schallplatte - Italien - 2017: für die Single Sky and Sand |

Anmerkung: Auszeichnungen in Ländern aus den Charttabellen bzw. Chartboxen sind in ebendiesen zu finden.
| Land/RegionAuszeichnungen für Musikverkäufe (Land/Region, Auszeichnungen, Verkäufe, Quellen) | Gold     | Platin  | Verkäufe | Quellen             |
| -------------------------------------------------------------------------------------------- | -------- | ------- | -------- | ------------------- |
| Deutschland (BVMI)                                                                           | Gold1    | —       | 200.000  | musikindustrie.de   |
| Italien (FIMI)                                                                               | —        | Platin1 | 50.000   | fimi.it             |
| Österreich (IFPI)                                                                            | Gold1    | —       | 15.000   | ifpi.at             |
| Spanien (Promusicae)                                                                         | Gold1    | —       | 30.000   | elportaldemusica.es |
| Insgesamt                                                                                    | 3× Gold3 | Platin1 |          |                     |